# Национални институти по здравеопазване
Националните институти по здравеопазване (на английски: National Institutes of Health (NIH)) са агенция на Департамента по здравеопазване на САЩ и са основната агенция на правителството на САЩ, отговаряща за научни изследвания в областта на биомедицината и здравеопазването.